# Viking Venturer
Die Viking Venturer war ein 1975 in Dienst gestelltes Fährschiff der britischen Reederei Townsend Thoresen, das zwischen Southampton und später Portsmouth nach Le Havre im Einsatz stand. 1985 wurde das Schiff umfassend umgebaut und um ein Deck vergrößert, was sein Aussehen stark veränderte. Die 1989 in Pride of Hampshire umbenannte Fähre blieb bis 2002 unter britischer Flagge und verbrachte anschließend ihre letzten Jahre als Oujda im Dienst von Frankreich nach Marokko. 2010 erfolgte die Ausmusterung und der Abbruch im indischen Alang.

## Geschichte
Die Viking Venturer entstand unter der Baunummer 203 in der Aalborg Værft in Aalborg und lief am 1. Juni 1974 vom Stapel. Nach der Ablieferung an Townsend Thoresen im Januar 1975 nahm die Fähre am 11. Januar den Dienst von Southampton nach Le Havre auf. Schwesterschiffe waren die Viking Valiant, die Viking Voyager sowie die Viking Viscount.
Ab 1984 lief die Viking Venturer Le Havre von Portsmouth anstelle von Southampton an. Ab Dezember desselben Jahres erfolgte ein großer, als Jumboisation bezeichneter Umbau des Schiffes in der Werft von Schichau Unterweser in Bremerhaven, bei dem die ursprünglichen Aufbauten um ein Fahrzeugdeck erweitert und auf einen teilweise erneuerten, längeren und breiten Rumpf aufgesetzt wurden. Dies veränderte das Aussehen der nun topplastig wirkenden Fähre erheblich. Am 19. Mai 1986 nahm sie wieder den Fährdienst auf.
Nach der Auflösung von Townsend Thoresen 1987 wurde die Viking Venturer von P&O European Ferries bereedert und trug ab Mai 1989 den Namen Pride of Hampshire. Ab Juli 1994 lief das Schiff Cherbourg anstelle von Le Havre an. Die Pride of Hampshire blieb bis zum 30. September 2002 im Einsatz für P&O und war zu diesem Zeitpunkt die dienstälteste Kanalfähre.
Neuer Eigner wurde im Oktober 2002 die ägyptische Reederei El Salam Maritime, die das Schiff in Pride of Al Salam 2 umbenannte und auf der Strecke von Port Said nach Dschidda einsetzte. Ab Juni 2004 war die Fähre dauerhaft als Oujda an die marokkanische Reederei Comanav verchartert, die sie zuvor bereits von Juni bis August 2003 gechartert hatte. Bis zu seiner Ausmusterung im Februar 2010 stand die Oujda zwischen Sète und Nador im Einsatz, ehe sie zum Abbruch nach Indien verkauft wurde. Am 4. April 2010 traf das Schiff in Alang ein und wurde dort am 12. April auf den Strand gezogen.